# Nyeri
Nyeri è una città del Kenya situata nella zona centrale del paese, a sudovest del Monte Kenya e a 155 km a nord di Nairobi, ed è capoluogo dell'omonima contea. Ha una popolazione di circa 100 000 abitanti. 

## Storia
Durante la seconda guerra mondiale gli inglesi crearono a Nyeri un campo di concentramento, dove furono mandati numerosi italiani fatti prigionieri in Somalia ed Etiopia. I prigionieri furono impegnati nella costruzione di strade. Un gruppo di veneti (Felice Benuzzi, Fuga sul Kenya, Ed. Corbaccio) fuggì dal campo e il 6 febbraio 1943 scalò la vetta Lenana del Monte Kenya, issando il tricolore italiano. Rientrati al campo POW furono puniti con 28 giorni di isolamento, ridotti poi a 7 per "meriti sportivi", dichiararono che una bella scalata vale un po' di prigione.

## Società

### Etnie e minoranze straniere
È la città principale dell'etnia Kikuyu.

## Monumenti e luoghi d'interesse
- Monumento ai caduti della rivolta Mau-Mau
- Sacrario dedicato ai caduti della seconda guerra mondiale, dove si trova anche la tomba di Amedeo di Savoia-Aosta.
- Tomba di Robert Baden-Powell: si trova qui perché a Nyeri visse gli ultimi anni della sua vita.

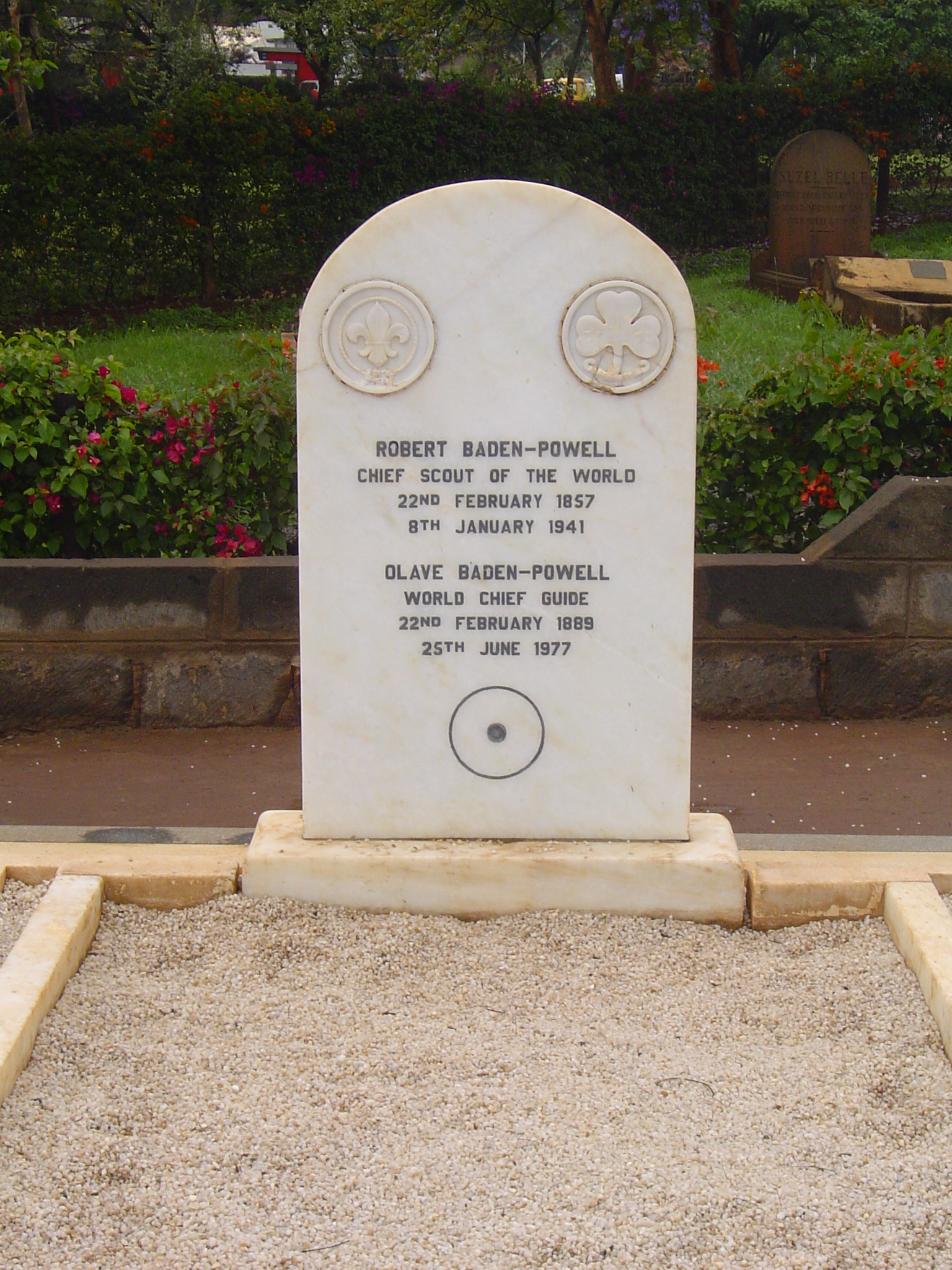
La tomba di Robert Baden-Powell, fondatore dello scautismo